# Quadra de Can Font de Cirerencs
La quadra de Can Font de Cirerencs va ser una jurisdicció feudal localitzada a Dosrius (entre el Cardener i el Llobregat), a l'actual terme de Castellgalí. Era una quadra d'origen baixmedieval dependent del Senyoriu de Castellgalí que va passar a ser una entitat autònoma l'any 1661 i que estava administrada per un senyor aloidal des de la casa pairal de Can Font de Cirerencs. El molí vell era també propietat d'aquests senyors de la quadra i els proporcionava unes bones rendes.
Els pagesos de Can Font dels Cirerencs (també anomenat mas Calafell) havien estat sovint personatges benestants i influents dins del poble com ens ho demostra el fogatge de 1378 on Ramon Calafell era l'únic pagès lliure (o aloer) del terme, el fet que varis d'aquests pagesos de can font havien també estat batlles del poble com al 1397 amb Berenguer de Calafell, als anys 1473 i 1506 amb Pere Cirerencs i altre cop l'any 1649 amb Marià Font de Cirerencs. També havien estat jurats municipals al 1636 amb Macià Font dels Cirerencs. Així l'any 1661 el senyor de Castellgalí Jeroni de Miquel vengué el domini i la jurisdicció civil i criminal, els censos, delmes, i altres drets que tenia sobre el mas Cirerencs a Matias Font i Cirerencs per 1.649 lliures catalanes. La quadra es devia abolir juntament amb el senyoriu al voltant de 1837 amb l'abolició dels senyorius a Espanya.

## Senyors de Can Font dels Cirerencs
- Matias Font i Cirerencs (1661 - 1670)
- Valentí Font i Cirerencs (1670 - ?)
- Anton Font de Cirerencs (? - 1810)